# Scheveningen

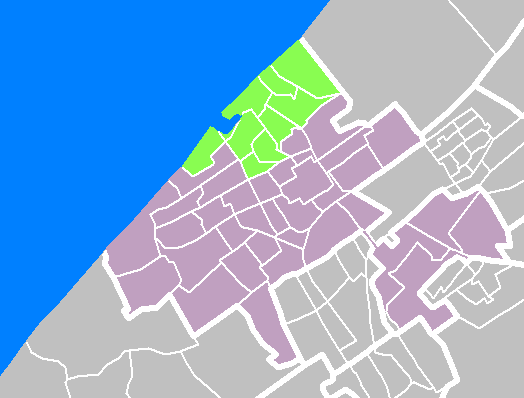
O mapa da Haia com o bairro de Sheveningen destacado em verde

Scheveningen (AFI: [ˈsxeːvənɪŋə(n)];  pronúncia) é um bairro da cidade da Haia, nos Países Baixos. É um moderno resort de verão, com uma longa praia de areia, uma esplanada, um píer e um farol. Uma praia naturista fica a 1 km ao norte. O ancoradouro serve como local de pescaria e atração turística.

## Locais/atrações turísticas
Eventos anuais incluem:
- Uma festa no dia de Ano Novo (conhecido localmente como: Nieuwjaarsduik (trad: mergulho de Ano Novo)
- Dia da Bandeira na primavera
- fogos de artifício no verão: uma vez por semana e várias vezes por dia durante uma semana festiva

Uma visita à Scheveningen incluí:
- The Sea Museum
- O píer (nl); tem dois deques; o de cima é aberto, o de baixo é fechado.
- A cidade em miniatura de Madurodam.
- O museu das Esculturas Museum beelden aan zee
- Panorama Mesdag.
- Apenas um dia na praia

## Galeria

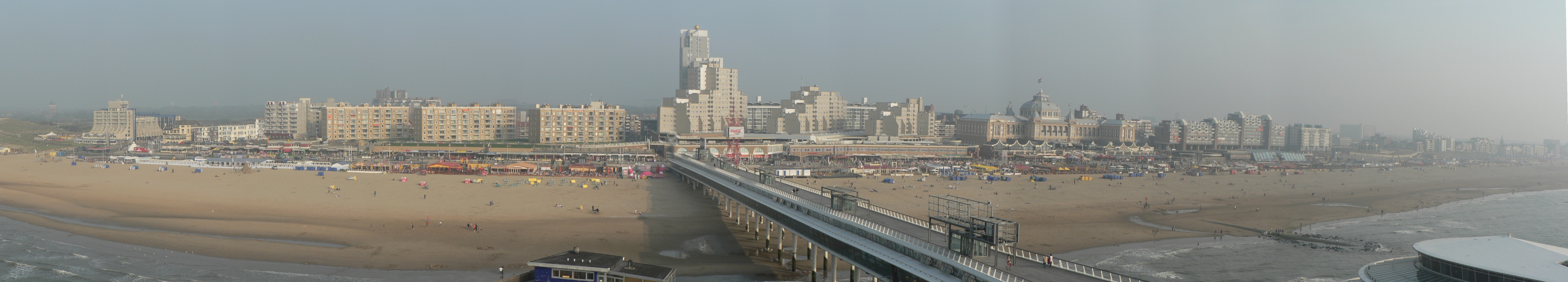
Scheveningen (panorama)
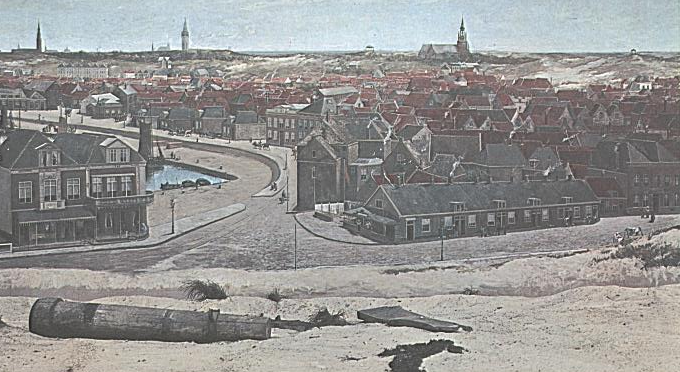
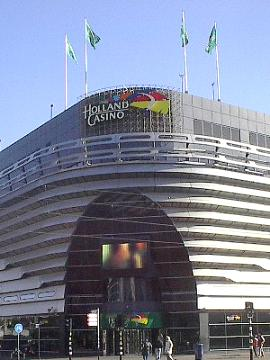
Holland Casino
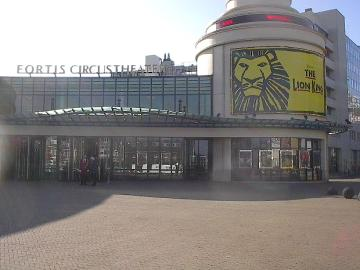
Fortis Circus Theatre
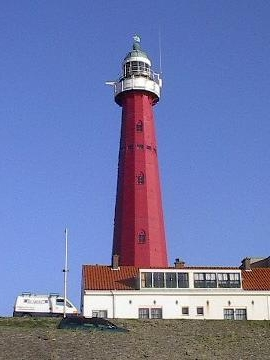
Farol
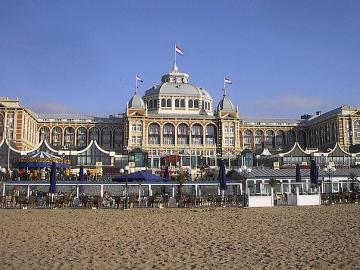
Kurhaus
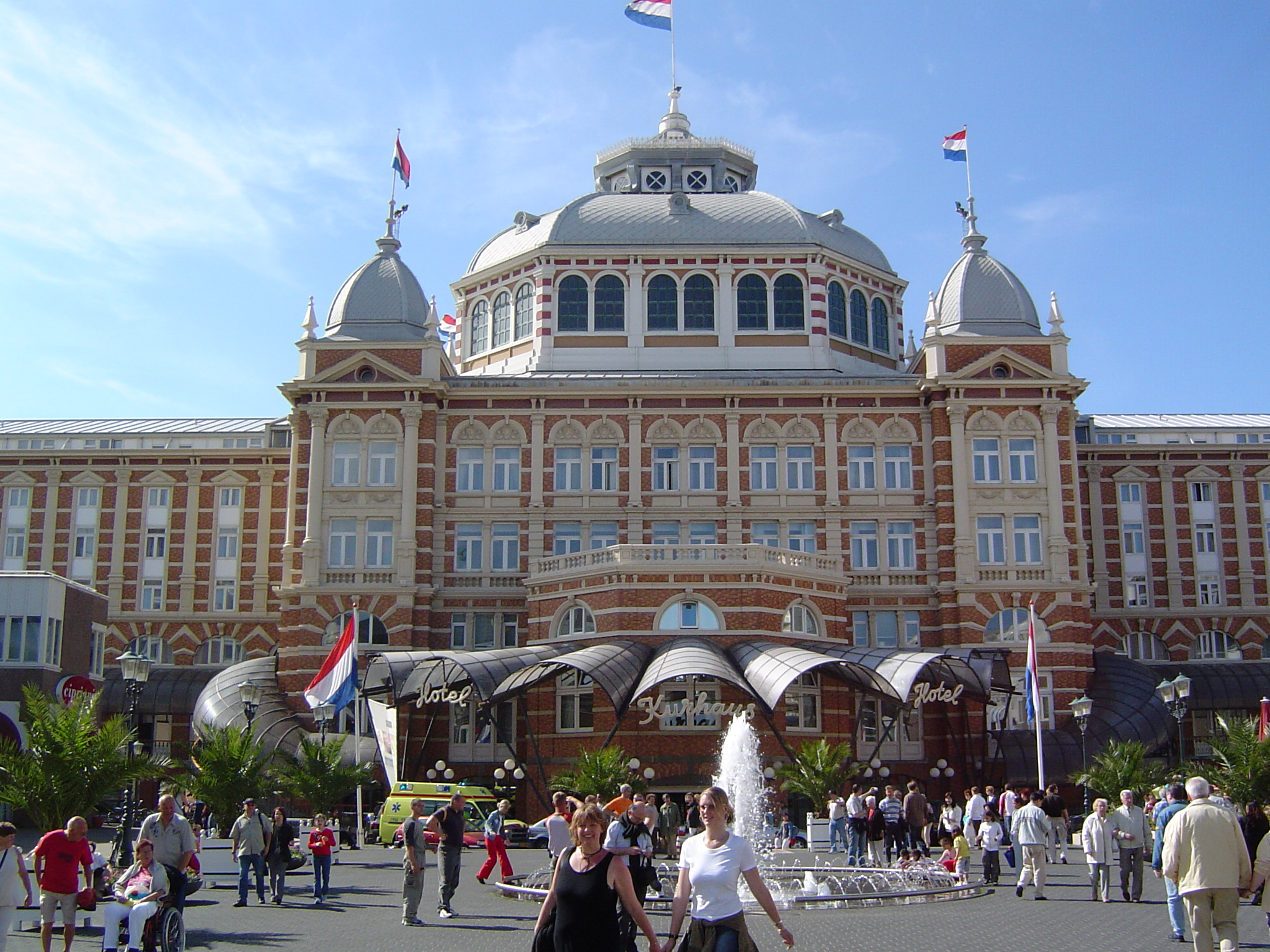
Kurhaus
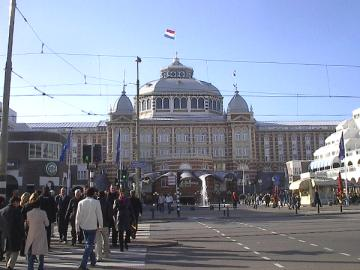
Kurhaus
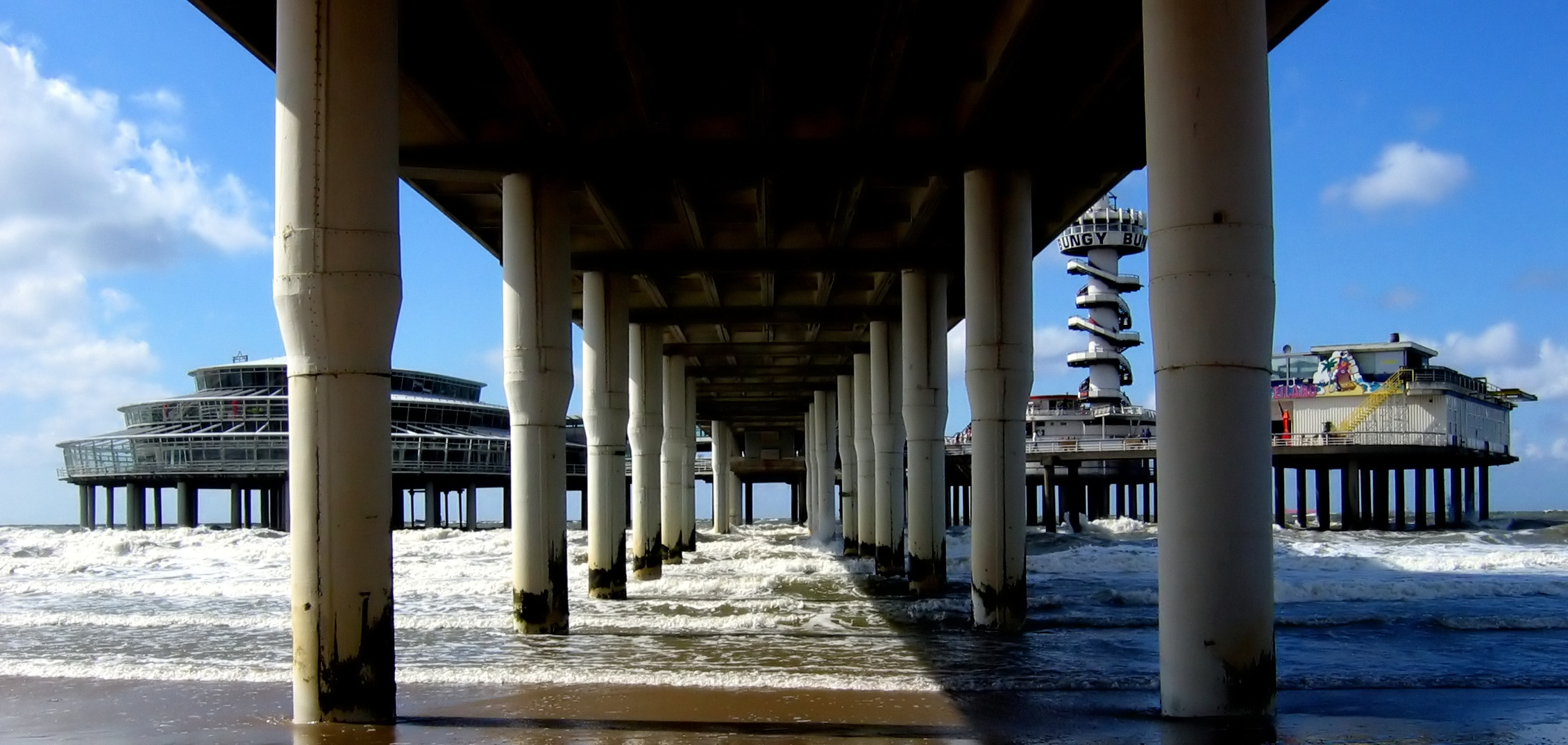
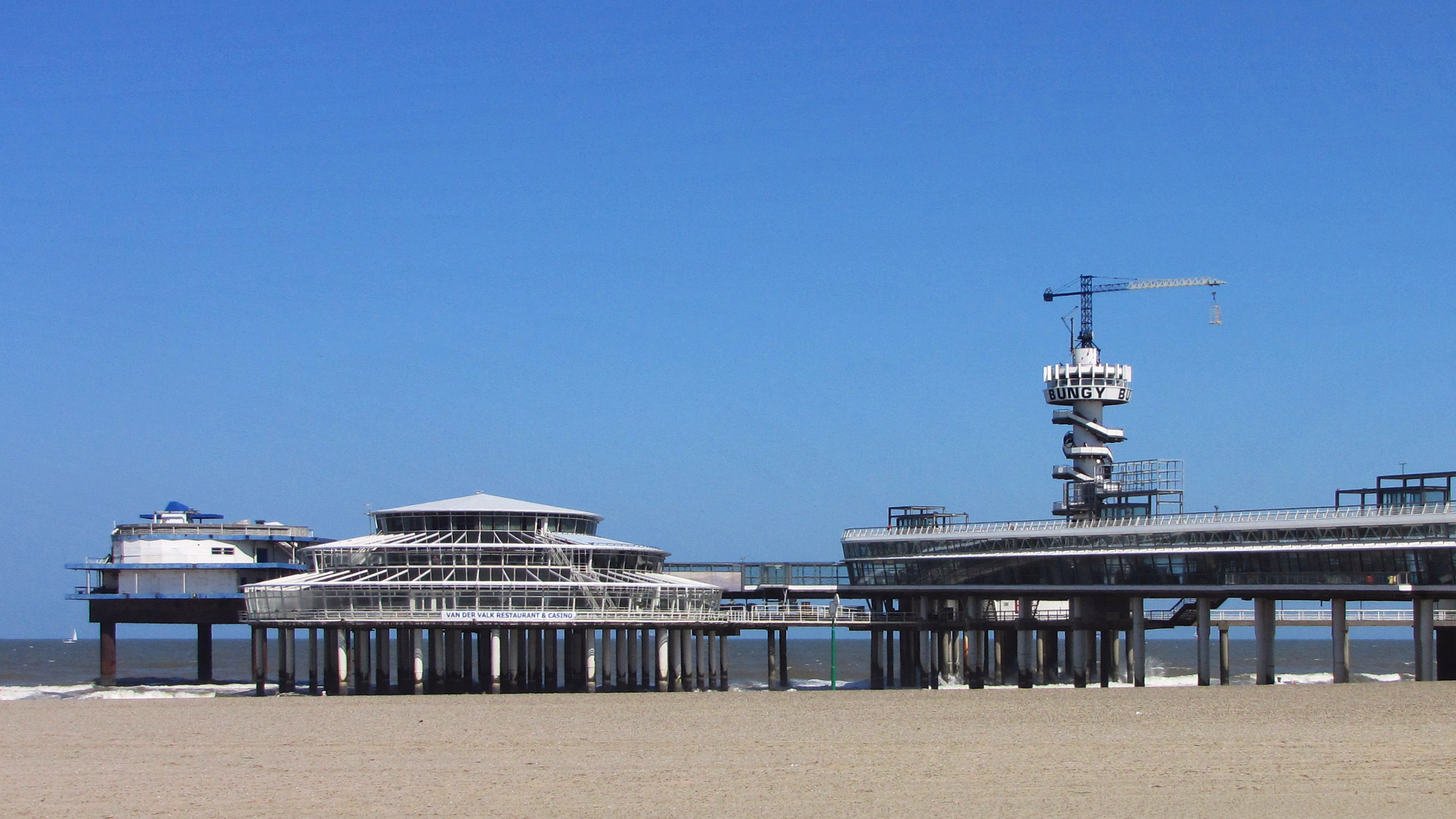
Scheveningse píer (2011)
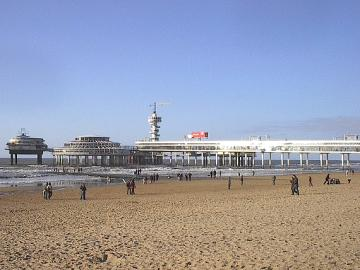
Píer
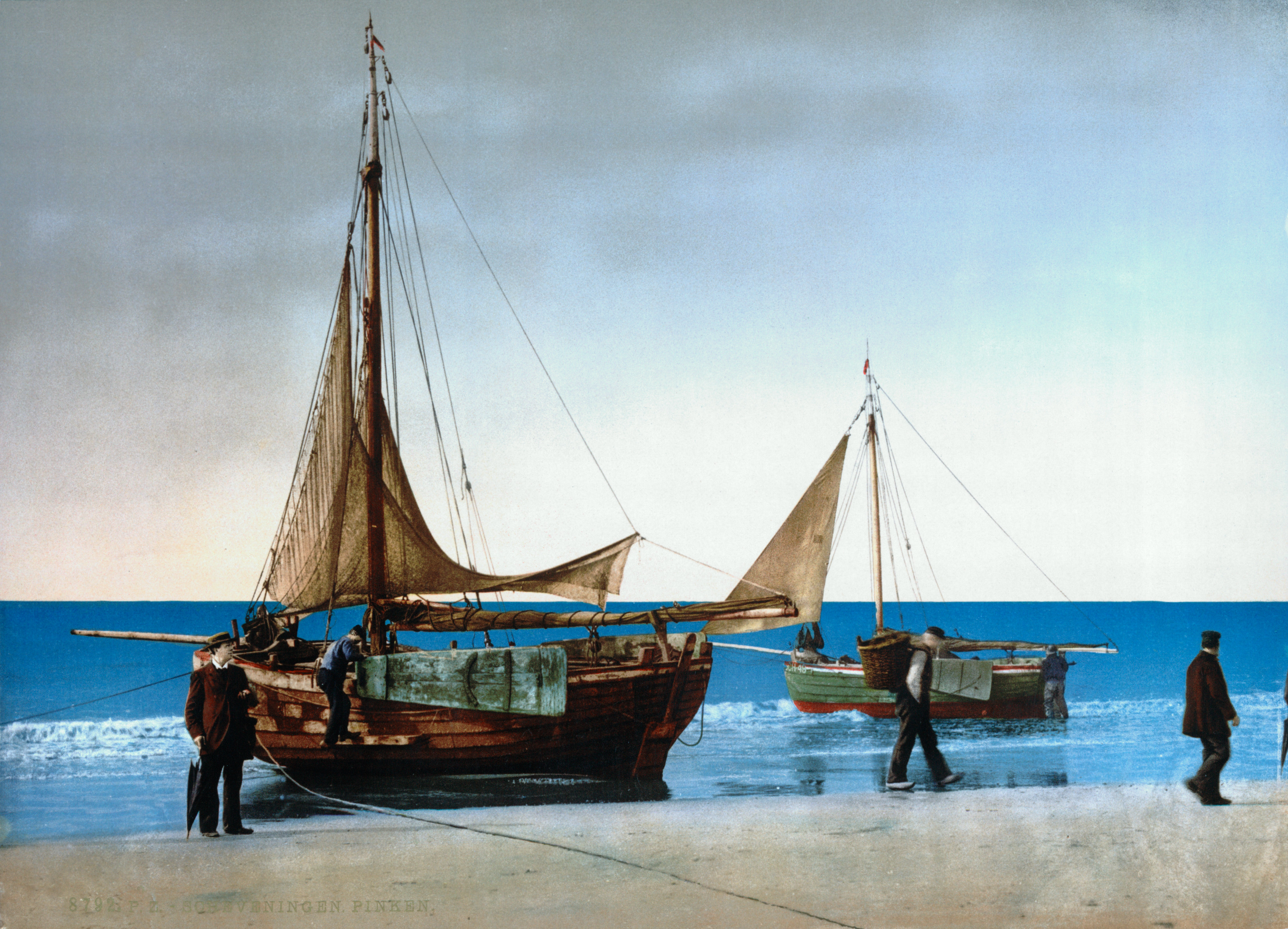
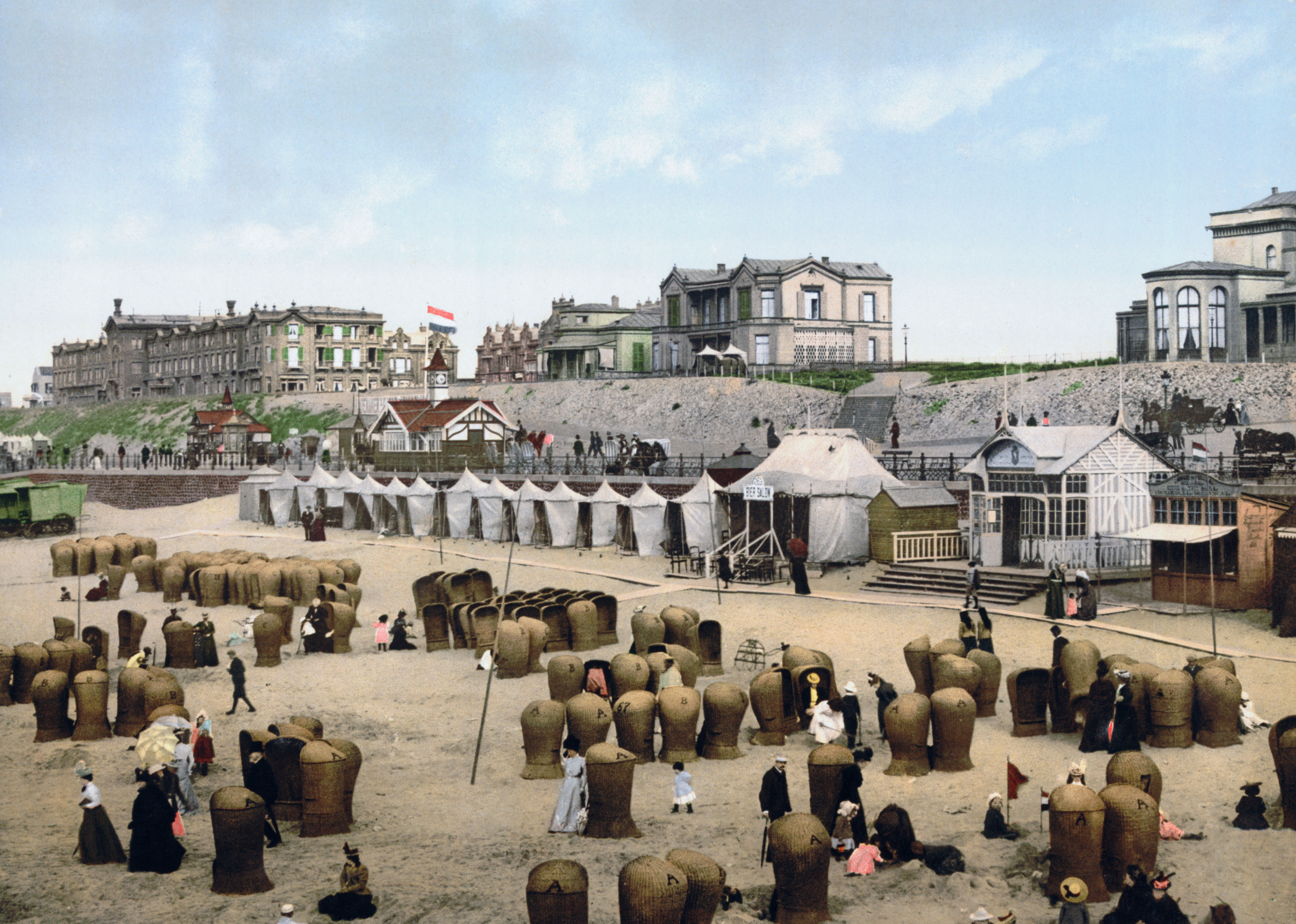
Praia em 1900
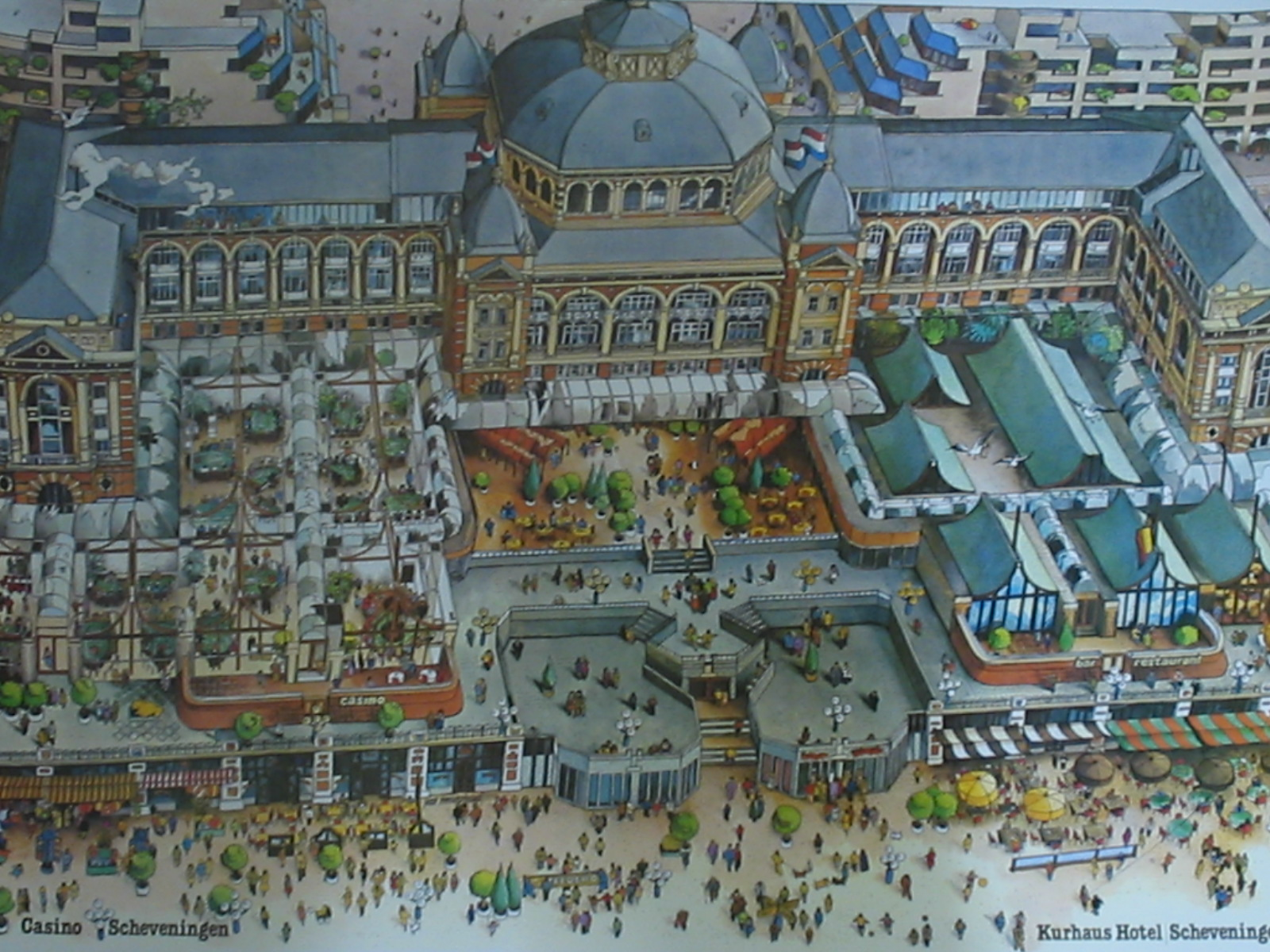
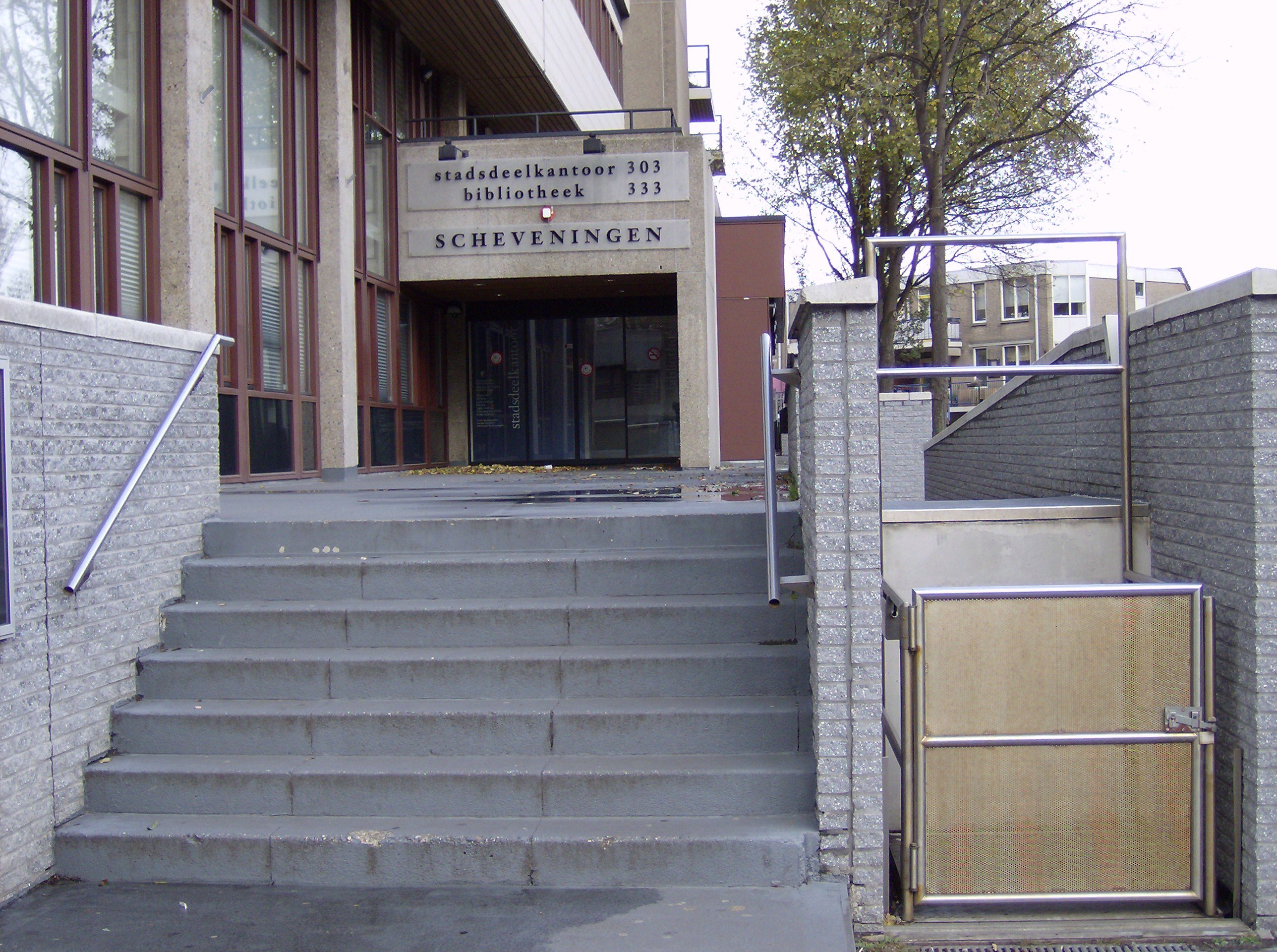
Stadsdeelkantoor("Prefeitura")
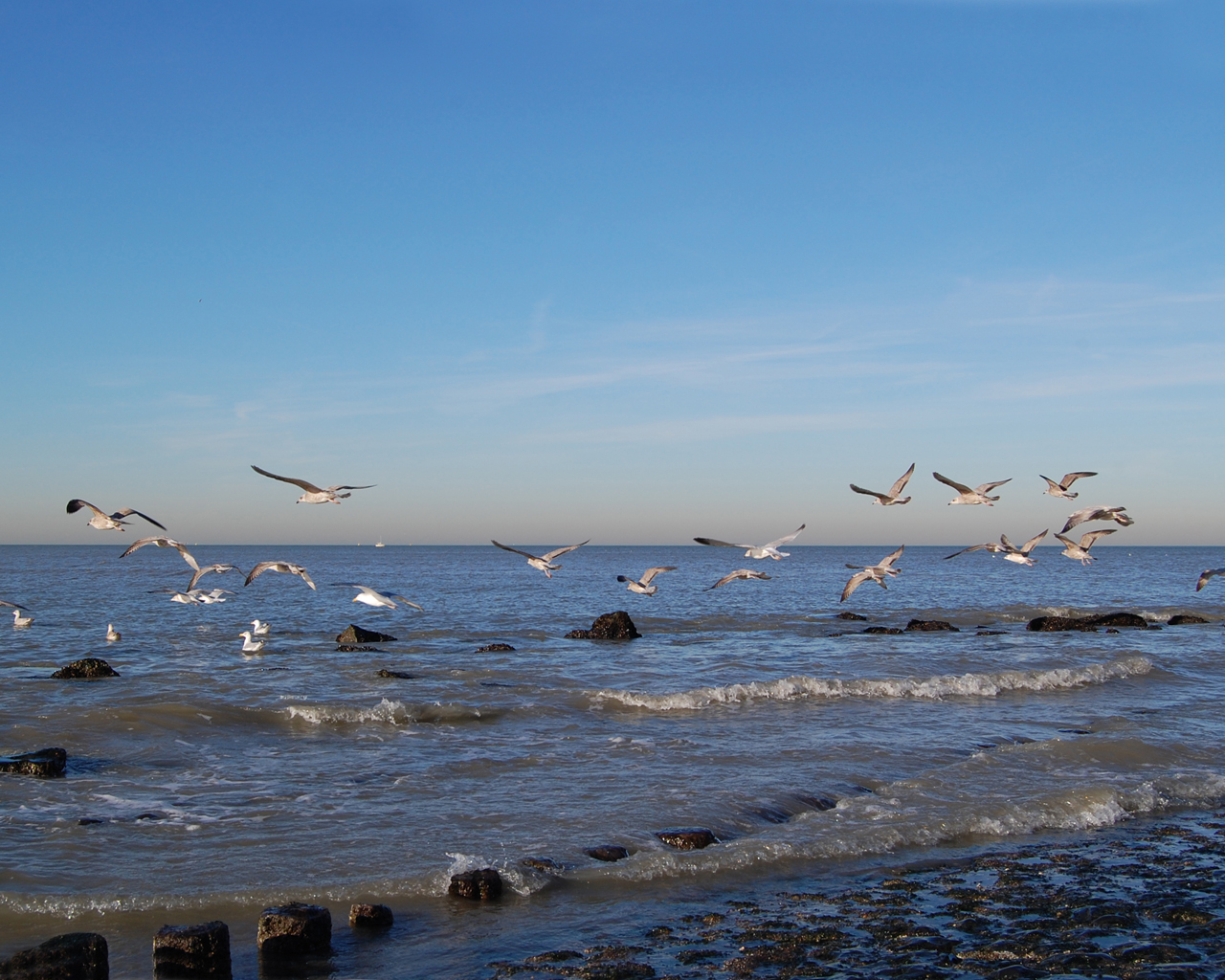
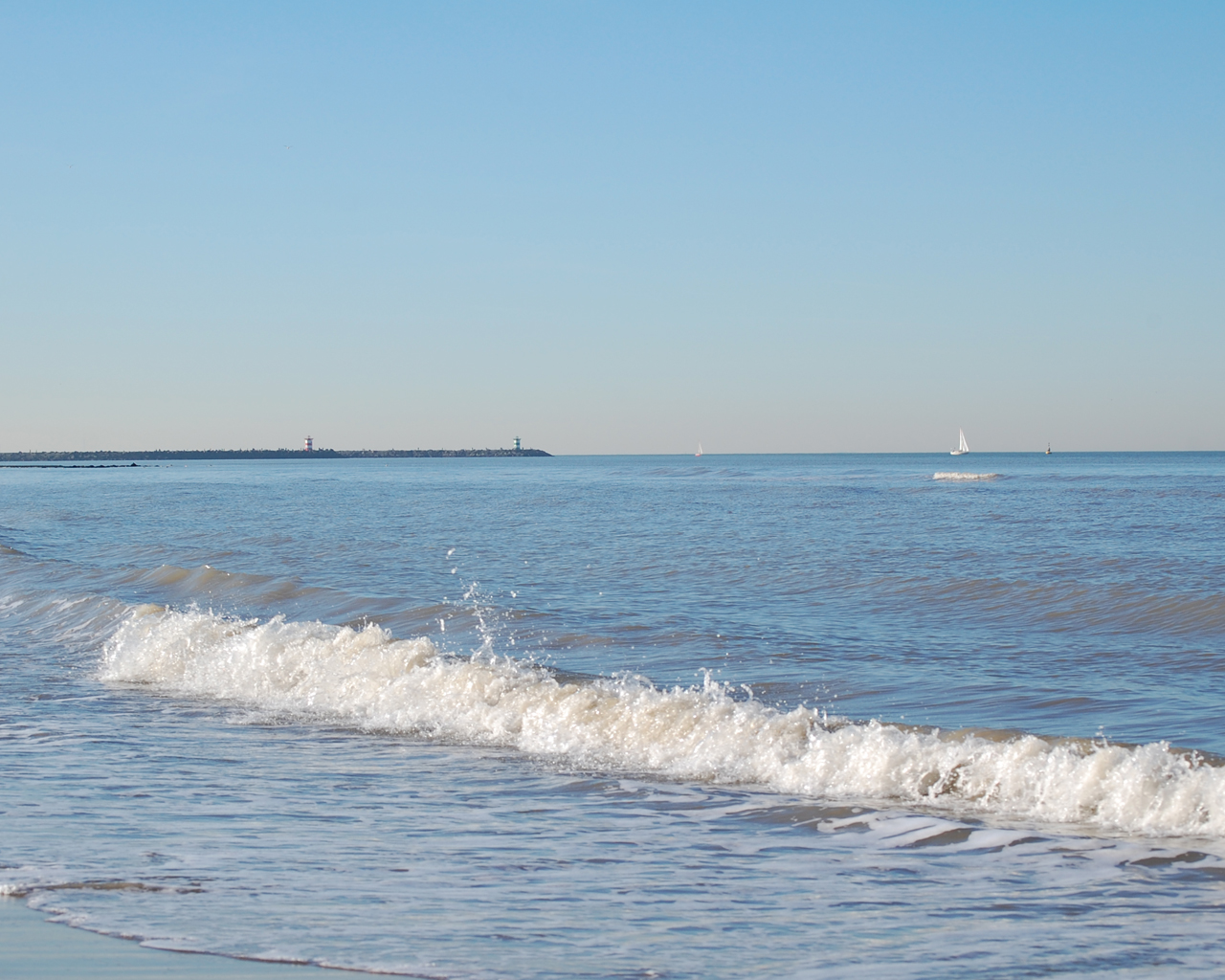
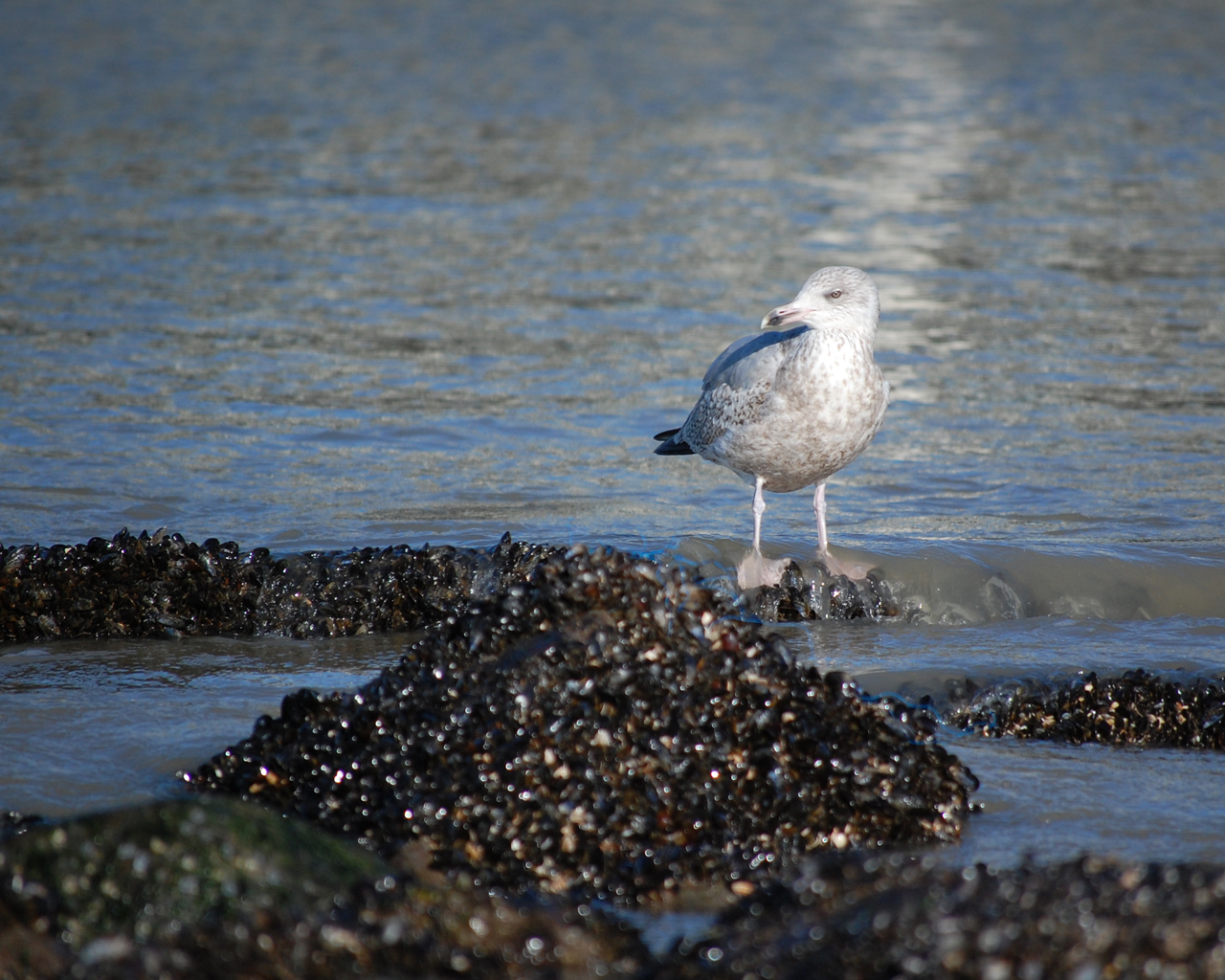
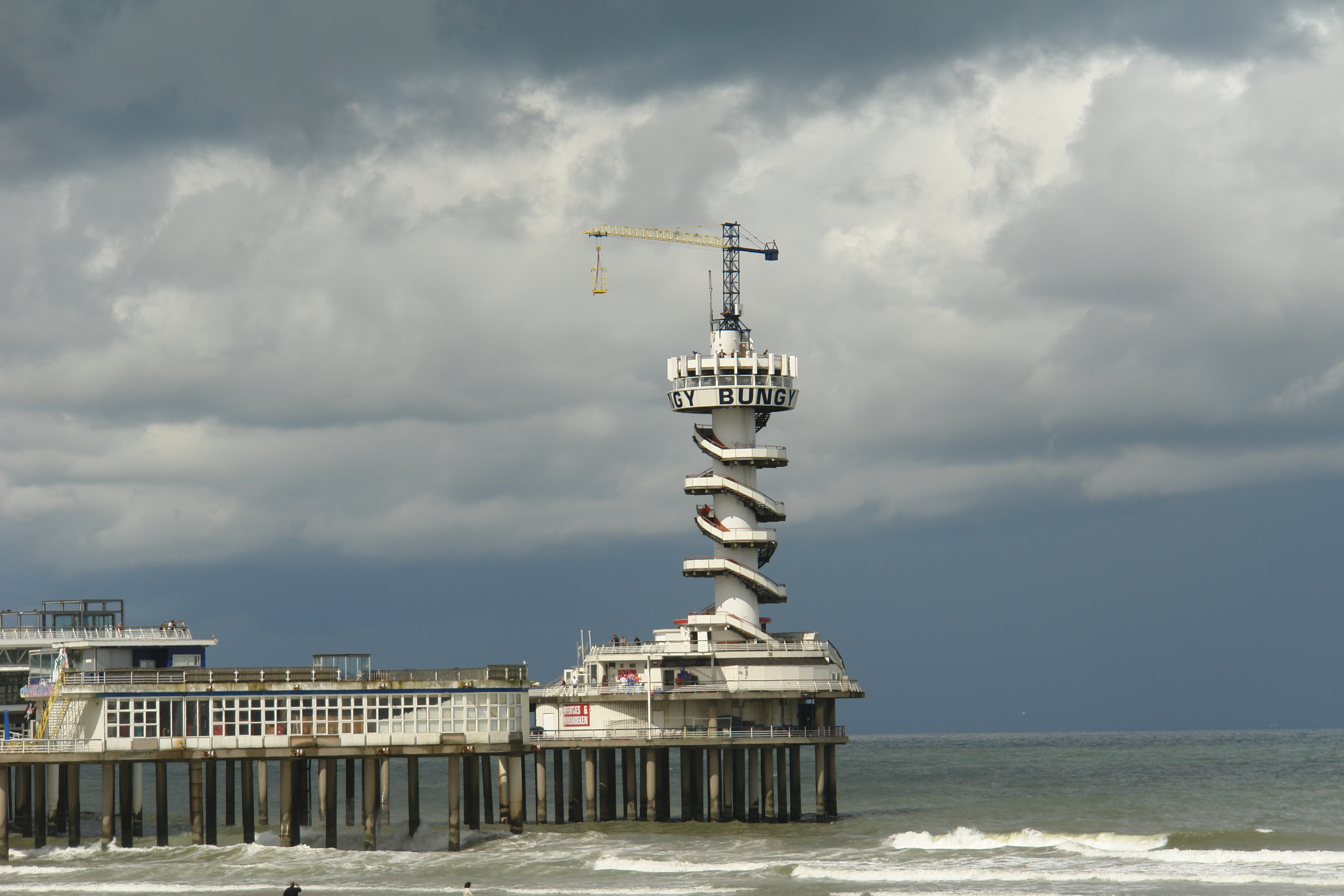